# Bonaventura Cavalieri
Francesco Bonaventura Cavalieri, född 1598, död 1647, matematikprofessor i Bologna i Italien. Elev till Galileo Galilei.
Cavalieri blev tidigt medlem av jesuitorden, och blev på dennas rekommendation 1629 professor i matematik i Bologna. Hans undersökningar av kroklinjer och buktiga ytor ledde honom till begreppet "odelbara element", och han uppställde satsen att linjen består av ett oändligt antal punkter, ytan av ett oändligt antal linjer och kroppen av ett oändligt antal ytor - en åsikt, som gav anledning till en häftig strid. Cavalieri använde metoden för beräkning av volym eller area i annars svårberäknade former. En i elementarmatematiken använd sats för beräkning av prismors och pyramiders volymer kallas Cavalieris sats.